# Pray IV Reign
Pray IV Reign – czwarty studyjny album amerykańskiego rapera Jima Jonesa. Został wydany 24 marca 2009.
Gościnnie pojawiają się Ron Browz, Juelz Santana, NOE, Mel Matrix, Rell, Ludacris, Ryan Leslie, Chink Santana, Brittney Taylor, Starr, Rowana, Oshy, Twista i Lil Wayne. Produkcje takich artystów jak: Ron Browz, Chink Santana, No I.D., Ryan Leslie, Michael Crawford, Triple-A], Young Seph i wielu innych.

## Sprzedaż
Album zadebiutował na 9. miejscu Billboard 200, sprzedając się w ilości 42 818 egzemplarzach w pierwszym tygodniu. W drugim tygodniu Pray IV Reign spadł na 40. miejsce, sprzedając się w ilości 13 tys. kopii. Ostatecznie sprzedał się w 178 tys. egzemplarzach.

## Lista utworów
Opracowano na podstawie źródła.
| #  | Utwór                                         | Kompozytorzy | Producent(ci)                                           | Goście                                         | Czas |
| -- | --------------------------------------------- | --- | ------------------------------------------------------- | ---------------------------------------------- | ---- |
| 1  | "Intro"                                       | McCummings, Aqueelah/McDaniels, Gene/Jones, Joseph/Wilson, Ernest/Parker, Andre                                       | No I.D. (Co-producent - Chink Santana)                  | Starr                                          | 5:14 |
| 2  | "Pulling Me Back"                             | Duncan, Demetri/Randall, Dexter/Jones, Joseph/Parker, Andre/Davis, Otha III                                           | TrackSlayerz (Co-producent - Chink Santana)             | Chink Santana                                  | 3:45 |
| 3  | "Let It Out"                                  | Jones, Joseph/West, Dave                                                                                              | Supa Dave West                                          |                                                | 4:08 |
| 4  | "How to Be a Boss"                            | Bridgeford, Duane/Bridges, Christopher/Turner, Rondell/Jones, Joseph                                                  | Ron Browz                                               | Ludacris & NOE (Busta Rhymes w Deluxe Edition) | 5:07 |
| 5  | "Medicine"                                    | Bridgeford, Duane/Bridges, Christopher/Turner, Rondell/Jones, Joseph                                                  | Chink Santana                                           | NOE & Chink Santana                            | 5:36 |
| 6  | "Frienemies"                                  | Isley, Ernest/Jasper, Christophe/Isley, Marvin/Isley, OKelly/Isley, Ronald/Isley, Rudolph/Jones, Joseph/Parker, Andre | Chink Santana                                           |                                                | 4:16 |
| 7  | "Precious"                                    | Leslie, Anthony/Jones, Joseph/Parker, Andre                                                                           | Ryan Leslie                                             | Ryan Leslie                                    | 4:10 |
| 8  | "Blow the Bank"                               | Byrd, Thomas/Crawford, Michael/Jones, Joseph                                                                          | Magnedo7                                                | Oshy & Starr                                   | 3:46 |
| 9  | "This Is for My Bitches"                      | Byrd, Thomas/Ferebee, Ronald Jr./Jones, Joseph                                                                        | Young Yonny (Co-producent - Lemael Ervin)               | Oshy                                           | 3:44 |
| 10 | "Girlfriend"                                  | Bridgeford, Duane/Byrd, Thomas/Jones, Joseph/James, Laron/Parker, Andre                                               | Chink Santana                                           | Juelz Santana & Oshy                           | 4:51 |
| 11 | "This Is the Life"                            | Bridgeford, Duane/King, Charles/McCummings, Aqueelah/Jones, Joseph/Atkins, Andre/Floyd, Michael                       | Triple-A                                                | Starr                                          | 4:18 |
| 12 | "My My My"                                    | Thomas, Ayinde/Jones, Joseph/Crawford, Teraike                                                                        | Teraike "Chris Styles" Crawford & Ayinde "Cylla" Thomas | Rawana                                         | 4:28 |
| 13 | "Pop Off"                                     | Bridgeford, Duane/Holmes, Joseph/Jones, Joseph                                                                        | Young Seph                                              | NOE & Mel Matrix                               | 4:12 |
| 14 | "Pop Champagne"                               | Jones, Joseph/Browz, Ron/James, Laron                                                                                 | Ron Browz                                               | Ron Browz & Juelz Santana                      | 3:35 |
| 15 | "Rain"                                        | Bridgeford, Duane/Gaddis, Gerell/Turner, Rondell/Jones, Joseph                                                        | Ron Browz                                               | Rell, NOE & Starr                              | 5:33 |
| 16 | "Na Na Nana Na Na"                            | Bridgeford, Duane/Cappelli, Jed/Taylor, Brittney/Jones, Joseph/Friedman, Matthew                                      | ILLFONICS                                               | Bree-Beauty                                    | 3:59 |
| 17 | "Jackin' Swagga From Us" (Hidden Bonus Track) | Carter, Dwayne/Jones, Joseph/Bridgeford, Duane/Mitchell, Carl/Parker, Andre                                           | Chink Santana                                           | Lil Wayne, NOE & Twista                        | 5:05 |

### Deluxe edition
- The Hip Hop Monologues: Inside the Life & Mind of Jim Jones Bonus Track / DVD
- The Man, the Myth, the Legend Bonus Track / DVD
- This Is Jim Jones Trailer Bonus Track / DVD
- Live at the Mercury Lounge, NYC DVD
- Behind the Scenes: The Making of Pop Champagne DVD
- Pop Champagne Video DVD

## Pozycja na listach
| Lista (2009)                          | Pozycja |
| ------------------------------------- | ------- |
| U.S. Billboard 200                    | 9       |
| U.S. Billboard Top R&B/Hip-Hop Albums | 2       |
| U.S. Billboard Top Rap Albums         | 1       |